# Cowboys from Hell (canción)
«Cowboys from Hell» es el primer sencillo del grupo de groove metal Pantera de su quinto álbum de estudio, Cowboys from Hell. La canción fue elegida como la 25° mejor canción de metal de todos los tiempos por VH1.
La canción aparece en el juego Guitar Hero y en la secuela Guitar Hero: Smash Hits.
- Datos: Q2260269